# Oud-Romeinse keuken

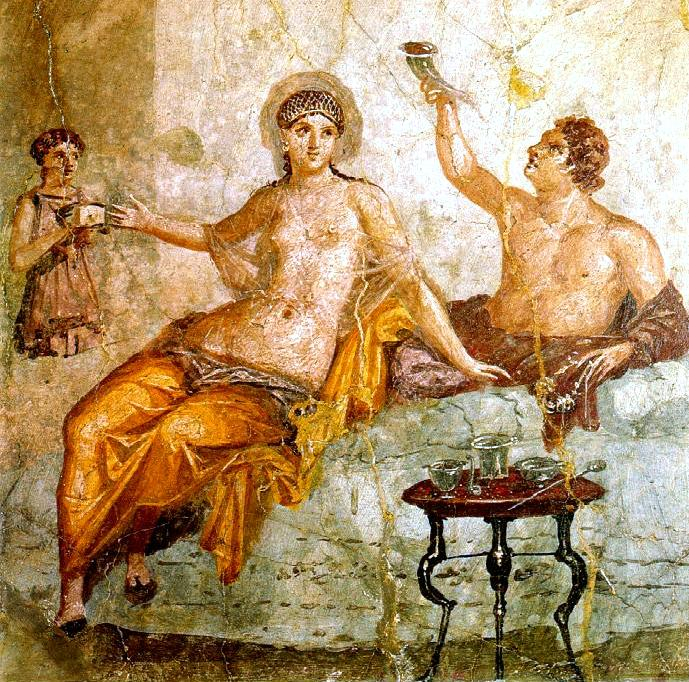
Fresco van een Grieks drinkgelag in een Romeins huis uit de eerste eeuw in Herculaneum

In de Oud-Romeinse keuken waren voor de gewone man brood, bonen en linzen het hoofdbestanddeel van de dagelijkse maaltijden. Er bestonden ook eetkramen of thermopolia. De gegoede burgerij at drie maaltijden per dag.

## Maaltijden

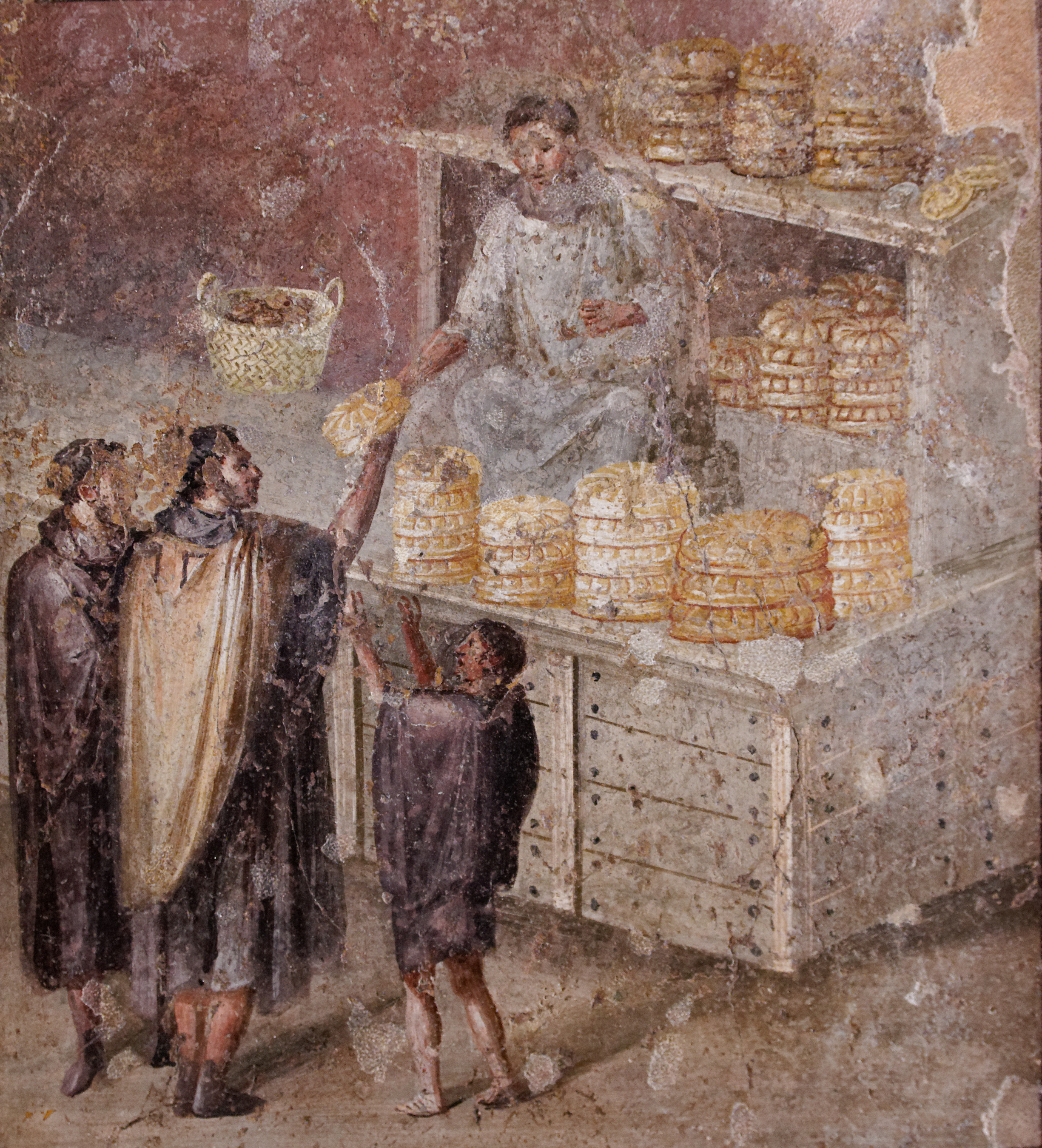
Bij de bakker

### Ientaculum
Oorspronkelijk worden broodachtige vlaaien van spelt met wat zout als ientaculum (ontbijt) gegeten, bij de welstellenden ook eieren, kaas en honing. Daarbij dronk men melk en at men fruit. Er werd ook graag moretum, een soort kruidenkwark, gegeten bij het brood.

### Prandium
Het prandium kan men ook als een licht middagmaal zien. Er worden vooral koude spijzen gegeten, zoals ham, brood, olijven, fruit, kaas, vruchten (dadels). Het prandium was overvloediger dan het ontbijt, maar voor de Romeinen niet van centraal belang. Veel belangrijker was voor hen de cena.

### Cena
In de vroege republiek bestond de cena (avondmaal) in wezen uit de puls of pulmentum, een dikke brij uit spelt- of bonenmeel. Waarschijnlijk aten de welgestelden bij hun puls eieren, kaas en honing, echter zelden of nooit vlees of vis. Voor de gegoede burgerij bestond het avondmaal uit een mensa prima (het eerste gerecht; hoofdgerecht) en een mensa secunda (het tweede gerecht; het dessert).

## Tafelcultuur

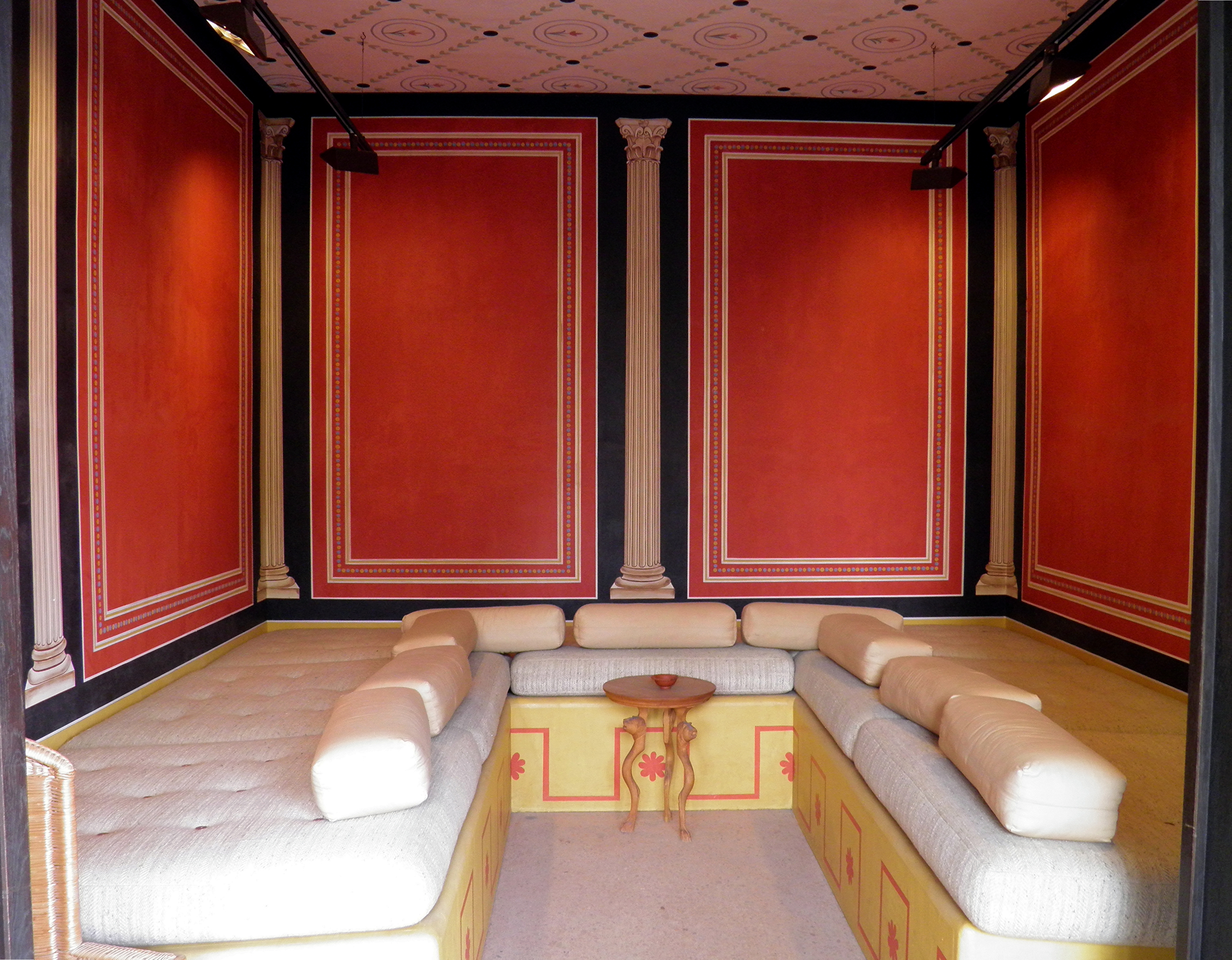
Triclinium (reconstructie in Xanten, Duitsland)

Hiernaast is een Triclinium of eetkameropstelling voor negen gasten afgebeeld. De opdiener (meestal een slaaf) stond in het midden en reikte kleine porties aan. De gasten lagen aan tafel. Het verlaten van de tafel, voor wat dan ook, werd als onbeleefd beschouwd. Handen en voeten werden vooraf gewassen. Aangezien men voornamelijk met de handen at werden die tijdens de maaltijd veelvuldig gereinigd.

## Voedselbereiding

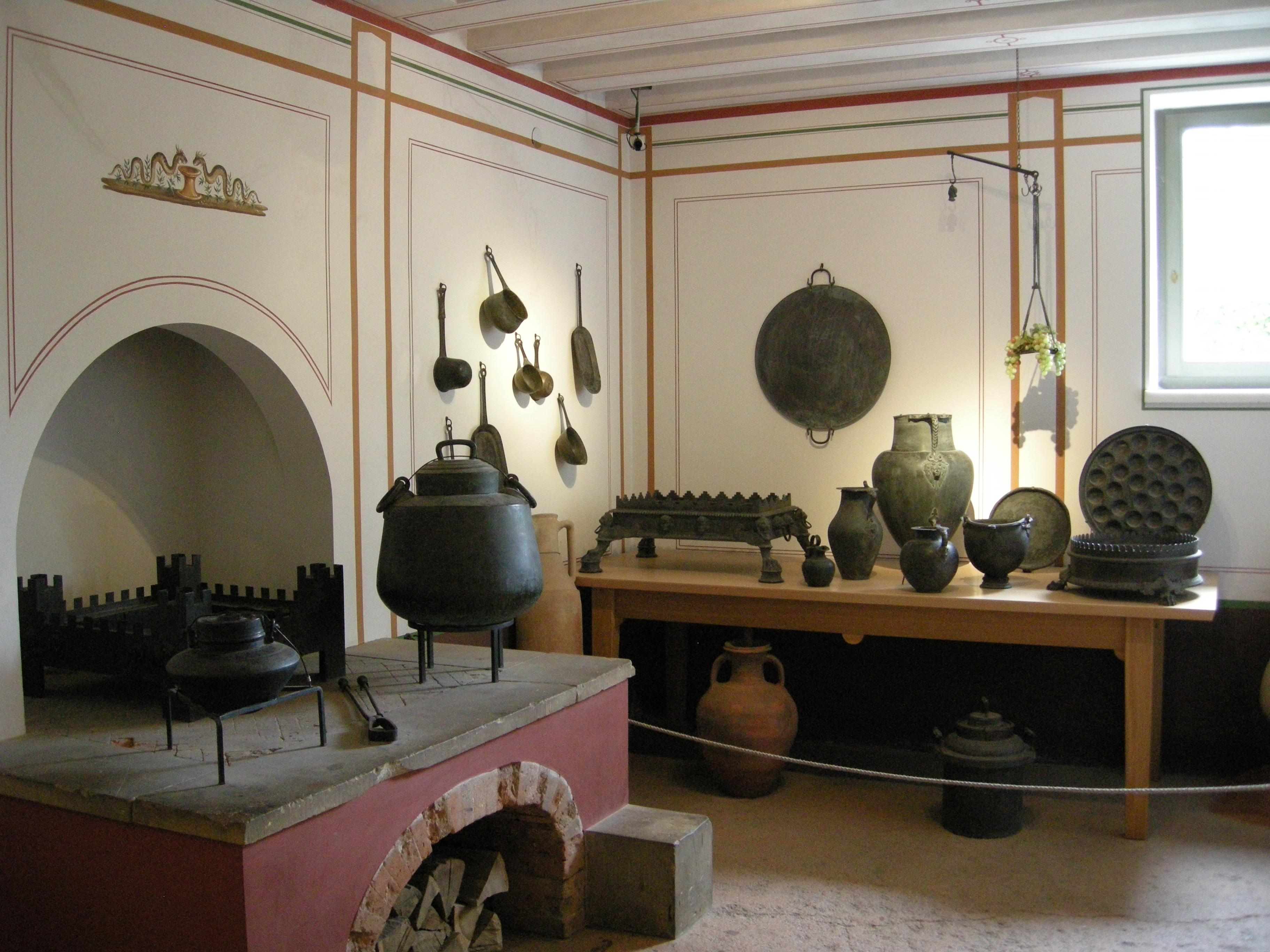
Romeinse keuken (reconstructie)

De bakoven nam bij de voedselbereiding een belangrijke plaats in. In de meeste keukens was er een kweern of graanmolen en een olijfoliepers. Andere gebruiksvoorwerpen waren : 
- olla, een kruikvormige pot,
- cacabulus, een klokvormige kookpot, soort tajine,
- vergieten en zeven om te filteren,
- patina of ovenschaal om te braden,
- sartagines of kachel,
- vijzel om ingrediënten te vermalen voor bijvoorbeeld saus,
- forma of formella vormen om voedsel te versieren,
- harpago de trulla, furca, carnarium, pollepels, vorken en messen.

## Ingrediënten

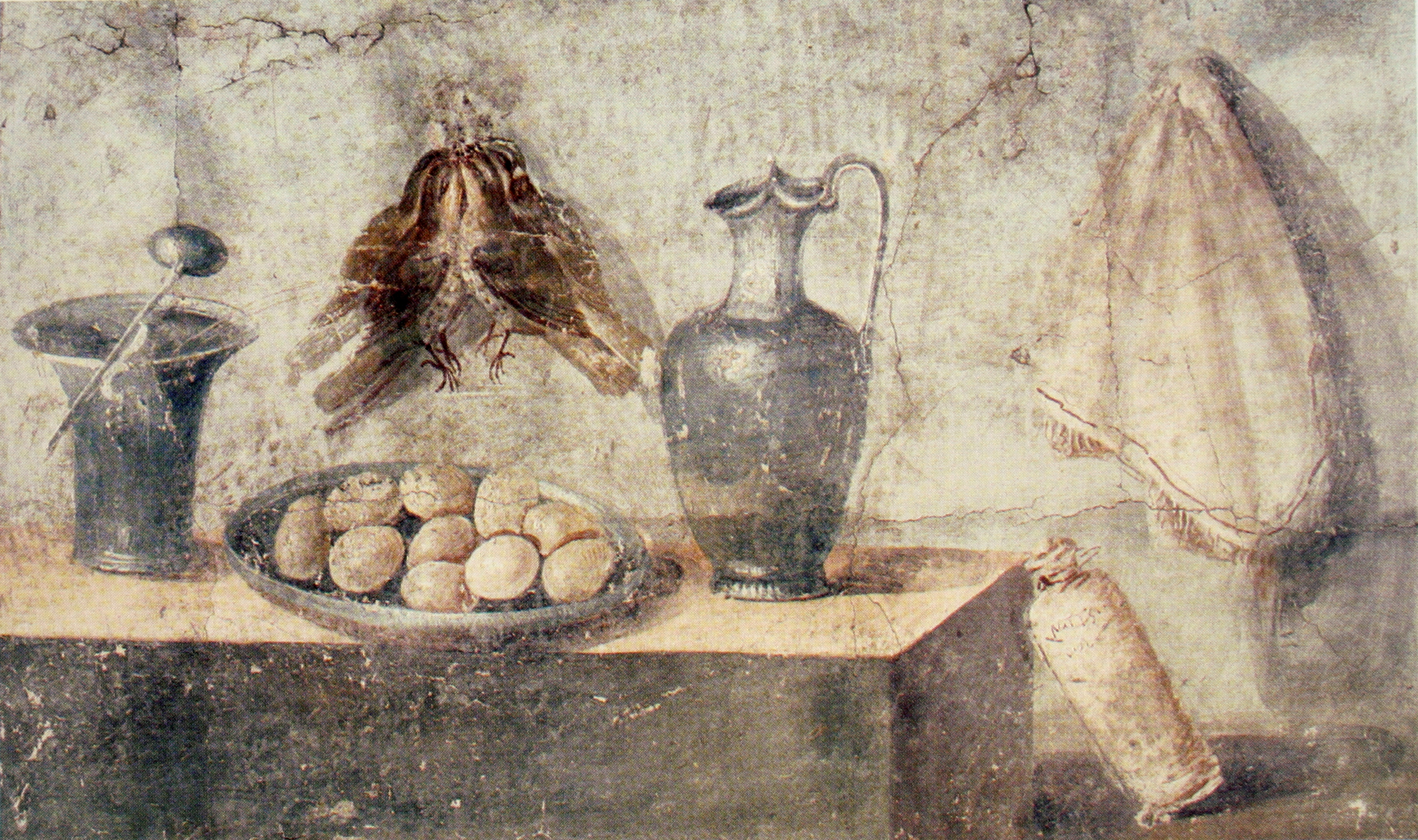
Eieren in bronzen schaal

Een lekkernij was ubera seminabis of uier van een zeug.

## Dranken
Naast water, was er Mulsum, een mengsel van wijn en honing, meestal verdund met water. Er was rode en witte wijn uit verschillende streken, die vervoerd werden met amforen. Er was ook een voorloper van glühwein, conditum paradoxum, een mengsel van wijn, honing, peper, laurier, dadels, mastiek en saffraan, die eventueel warm werd opgediend.

## Gerechten
In het Kookboek van Apicius staan veel recepten voor Romeinse gerechten. 
Een aantal Romeinse gerechten zijn:
- Tetrapharmacum een vermaard gerecht
- Garum, een veel gebruikte vissaus
- Moretum, verse kaas met kruiden

### Primaire bron
- Satyricon van Petronius

### Andere
- Jacques André, L'Alimentation et la cuisine à Rome, Belles-Lettres, 2009 (ISBN 2251328750).
- Elke Stein-Hölkeskamp, Das römische Gastmahl. Beck, München 2005. ISBN 3-406-52890-2.
- Patrick Faas Around the Roman Table: Food and Feasting in Ancient Rome. University of Chicago Press (2005). ISBN 978-0-226-23347-5.